# Ernst Weiß
Dr. Ernst Weiß, cunoscut și ca Ernst Weiss, (n. 28 august 1882, Brünn, Austro-Ungaria – d. 15 iunie 1940, Paris, Franța) a fost un scriitor austriac de origine evreiască și de limbă germană. El este autorul romanului Ich, der Augenzeuge (Martor ocular), inspirat din viața lui Hitler.

## Biografie
Ernst Weiss s-a născut la Brno, Moravia, Austro-Ungaria (acum în Republica Cehă) în familia unui prosper negustor evreu de haine. După ce tatăl său a murit când el avea patru ani, a fost crescut de mama lui, Berta, născută Weinberg, care l-a îndrumat către artă. Cu toate acestea, după absolvirea învățământului secundar în Brno, Litoměřice și Hostinné, el a venit la Praga pentru a studia medicina. În 1908 el a absolvit studii medicale la Viena și a devenit chirurg. A practicat la Berna, Viena și Berlin, dar s-a îmbolnăvit de tuberculoză și a încercat să se vindece lucrând ca medic de navă într-o călătorie către India și Japonia în anul 1912. 
În 1913 a întâlnit-o pe Rahel Sanzara, dansatoare, actriță și, mai târziu, romancieră, iar relația lor a durat până când ea a murit de cancer în anul 1936. În același an, l-a întâlnit pe Franz Kafka și au devenit prieteni apropiați. Kafka a scris în Jurnale 1914: „2 ianuarie. Mult timp petrecut util în compania dr. Weiss”. Weiss a fost în contact cu alți scriitori ai Cercului de la Praga, cum ar fi Franz Werfel, Max Brod și Johannes Urzidil. În 1914 Weiss a revenit în Austria pentru a începe o carieră de medic militar. El a servit în cursul Primului Război Mondial pe Frontul de Est, obținând în cele din urmă o cruce de aur pentru vitejie. După război, a trăit în Praga, pe atunci capitala Cehoslovaciei. 
El a renunțat la cariera medicală în 1920, când era medic într-un spital din Praga. În 1921 s-a mutat la Berlin și a început o carieră prolifică de scriitor, publicând aproape un roman pe an. Această perioadă literară s-a terminat atunci când, în 1933, s-a întors la Praga pentru a avea grijă de mama sa muribundă. El nu s-a mai putut întoarce în Germania Nazistă, așa că a plecat la Paris în 1934. Acolo el a trăit o viață mizeră, fiind ajutat de scriitori celebri precum Thomas Mann și Stefan Zweig. El a solicitat, dar nu a primit, un ajutor financiar din partea organizației American guild for German cultural freedom.
Ultimul roman al lui Weiss, Martorul ocular, a scris în 1938, prezintă un tânăr veteran german al Primului Război Mondial, identificat ca „A.H.”, care a fost trimis într-un spital militar pentru că suferea de isterie (numită acum tulburare conversivă). Personajul este inspirat evident de Adolf Hitler, care a fost tratat într-adevăr pentru tulburare conversivă într-un spital militar din Pasewalk, dar cercetătorii nu sunt lămuriți în ce măsură narațiunea este fictivă. Scriitorul Walter Mehring a susținut în autobiografia sa că Weiss a avut acces la Paris la dosarul medical al lui Hitler de la Pasewalk, care a fost trimis în afara țării pentru păstrare de către Edmund Forster, psihiatrul care l-a tratat pe Hitler. Locul unde se află astăzi dosarul este necunoscut, cu toate acestea, iar adevăratul Edmund Forster dezaproba folosirea hipnozei, tratamentul folosit pentru a-l vindeca pe „A.H.” în romanul lui Weiss.
Weiss s-a sinucis pe 14 iunie 1940, când trupele germane au invadat orașul. Încercarea lui de a se otrăvi în camera de hotel nu a avut succes imediat, dar el a murit în noaptea următoare într-un spital din Paris.
Bazându-se pe cercetări aprofundate asupra lui Hitler și pe relatarea șederii sale în clinica de la Pasewalk, psihologul David Lewis în cartea sa The Man who invented Hitler relatează, de asemenea, povestea lui Ernst Weiss și a cărții despre Hitler, folosind pseudonimul A.H.

## Opera
Activitatea sa literară este influențată de Sigmund Freud, de prietenul Franz Kafka și de autorii care făceau parte din curentul literar expresionism ce era la modă atunci. El prezintă adesea cazuri medicale și probleme etice în romanele și povestirile sale.
- Die Galeere (1913); respinsă de douăzeci și trei de editori; Franz Kafka l-a ajutat să o publice
- Der Kampf (1916)
- Tiere în Ketten (1918)
- Mensch gegen Mensch (1919)
- Stern der Dämonen (1920)
- Nahar (1922)
- Männer in der Nacht (1925)
- Boetius von Orlamünde (1928, redenumită Der Aristokrat în 1966); distinsă cu medalia de argint la concursul literar de la Jocurile Olimpice de vară de la Amsterdam din 1928 și cu premiul Adalbert Stifter
- Georg Letham. Arzt und Mörder (1931)
- Der Geisterseher (1934)
- Der Gefängnisarzt (1934, republicată în 1969)
- Der arme Verschwender (1936, republicată în 1965)
- Der Verführer (1937).
- Der Augenzeuge (publicată postum în 1963); publicată cu titlul Ich, der Augenzeuge din cauza problemelor legate de drepturile de autor în urma publicării cărții Le Voyeur de Alain Robbe-Grillet sub același titlu